# XXXIX symfonia (KV 543)
XXXIX Symfonia Es-dur (KV 543) – pierwsza z trzech wielkich symfonii, skomponowana przez Wolfganga Amadeusa Mozarta w 1788. Ukończona 26 czerwca 1788.

## CzęściSymfonii
1. Adagio, 2/2 − Allegro, 4/4
2. Andante con moto, 2/4
3. Menuetto: Trio, 3/4
4. Allegro, 2/4

## Instrumentacja
- flet
- 2 klarnety
- 2 fagoty
- 2 rogi
- trąbki
- kotły
- kwintet smyczkowy